# شهرستان‌های سوئد
استان های سوئد یا (län) بخشی از تقسیمات کشوری سوئد و سطح اول بخش‌های اداری این کشور می‌باشند. سوئد دارای ۲۱ استان است.
این ها در سال ۱۶۳۴ تأسیس شدند و برای معرفی دولت مدرن جانشین تقسیمات قبلی یعنی استان‌های سوئد شدند. مرزهای شهرستان‌ها اغلب با اندکی تغییر تابع مرزهای قدیمی سوئد است.
پیشنهادها جنجالی تاکنون شده‌است تا این استان‌ها به مناطق بزرگتری تقسیم شوند.

شهرستان‌های سوئد

- - بلکینگه
- - دالارنا
- - گوتلاند
- - گولبوری
- - هاللاند
- - یمتلاند
- - یونشوپینگ
- - کالمار
- - کرونوبرگ
- - نوربوتن
- - اوربرو
- - اوسترگوتلاند
- - اسکونه
- - سودرمانلاند
- - استکهلم
- - اوپسالا
- - ورملاند
- - وستربوتن
- - وسترنورلاند
- - وستمانلاند
- - وسترا گوتلاند